# معتمدية كندار
معتمدية كندار إحدى معتمديات الجمهورية التونسية، تابعة لولاية سوسة.